# Série de championnat de la Ligue nationale de baseball 1986
La Série de championnat de la Ligue nationale de baseball 1986 était la série finale de la Ligue nationale de baseball, dont l'issue a déterminé le représentant de cette ligue à la Série mondiale 1986, la grande finale des Ligues majeures.
Cette série quatre de sept a débuté le mercredi 8 octobre 1986 et s'est terminée le mercredi 15 octobre par une victoire des Mets de New York, quatre parties à deux, sur les Astros de Houston. 
Cet affrontement est surtout célèbre pour le match #6, remporté par les Mets en 16 manches de jeu. Il s'agit du match le plus long (en termes de manches jouées) de l'histoire des Séries de championnat et du second plus long de l'histoire des séries éliminatoires du baseball majeur (un match Astros-Braves en Série de division de 2005 ayant été joué en 18 manches).

## Déroulement de la série

### Calendrier des rencontres
| Match | Date       | Visiteur          | Hôte              | Score |
| ----- | ---------- | ----------------- | ----------------- | ----- |
| 1     | 8 octobre  | Mets de New York  | Astros de Houston | 0 - 1 |
| 2     | 9 octobre  | Mets de New York  | Astros de Houston | 5 - 1 |
| 3     | 11 octobre | Astros de Houston | Mets de New York  | 5 - 6 |
| 4     | 12 octobre | Astros de Houston | Mets de New York  | 3 - 1 |
| 5     | 14 octobre | Astros de Houston | Mets de New York  | 1 - 2 |
| 6     | 15 octobre | Mets de New York  | Astros de Houston | 7 - 6 |

### Match 1
Mercredi 8 octobre 1986 à l'Astrodome, Houston, Texas.
| Mets de New York | 0 | 0 | 0 | 0 | 0 | 0 | 0 | 0 | 0 | 0 | 5 | 0 |
| Astros de Houston | 0 | 1 | 0 | 0 | 0 | 0 | 0 | 0 | X | 1 | 7 | 1 |
| Lanceurs partants : NYM : Dwight Gooden HOU : Mike Scott Vic. : Mike Scott (1-0) Déf. : Dwight Gooden (0-0) HRs: HOU : Glenn Davis (1) |   |   |   |   |   |   |   |   |   |   |   |   |

### Match 2
Jeudi 9 octobre 1986 à l'Astrodome, Houston, Texas.
| Mets de New York                                                                                    | 0 | 0 | 0 | 2 | 3 | 0 | 0 | 0 | 0 | 5 | 10 | 0 |
| Astros de Houston                                                                                   | 0 | 0 | 0 | 0 | 0 | 0 | 1 | 0 | 0 | 1 | 10 | 2 |
| Lanceurs partants : NYM : Bob Ojeda HOU : Nolan Ryan Vic. : Bob Ojeda (1-0) Déf. : Nolan Ryan (0-1) |   |   |   |   |   |   |   |   |   |   |    |   |

### Match 3
Samedi 11 octobre 1986 au Shea Stadium, New York, NY.
| | 2 | 2 | 0 | 0 | 0 | 0 | 1 | 0 | 0 | 5 | 8  | 1 |
| Mets de New York | 0 | 0 | 0 | 0 | 0 | 4 | 0 | 0 | 2 | 6 | 10 | 1 |
| Lanceurs partants : HOU : Bob Knepper NYM : Ron Darling Vic. : Jesse Orosco (1-0) Déf. : Dave Smith (0-1) HRs : HOU : Bill Doran (1) NYM : Darryl Strawberry (1), Lenny Dykstra (1) |   |   |   |   |   |   |   |   |   |   |    |   |

### Match 4
Dimanche 12 octobre 1986 au Shea Stadium, New York, NY.
| Astros de Houston | 0 | 2 | 0 | 0 | 1 | 0 | 0 | 0 | 0 | 3 | 4 | 1 |
| Mets de New York | 0 | 0 | 0 | 0 | 0 | 0 | 0 | 1 | 0 | 1 | 3 | 0 |
| Lanceurs partants : HOU : Mike Scott NYM : Sid Fernandez Vic. : Mike Scott (2-0) Déf. : Sid Fernandez (0-1) HRs : HOU : Alan Ashby (1), Dickie Thon (1) |   |   |   |   |   |   |   |   |   |   |   |   |

### Match 5
Mardi 14 octobre 1986 au Shea Stadium, New York, NY.
| Astros de Houston | 0 | 0 | 0 | 0 | 1 | 0 | 0 | 0 | 0 | 1 | 9 | 1 |
| Mets de New York | 0 | 0 | 0 | 0 | 1 | 0 | 0 | 0 | 1 | 2 | 4 | 0 |
| Lanceurs partants : HOU : Nolan Ryan NYM : Dwight Gooden Vic. : Jesse Orosco (2-0) Déf. : Charlie Kerfeld (0-1) HRs: NYM : Darryl Strawberry (2) |   |   |   |   |   |   |   |   |   |   |   |   |

### Match 6
Mercredi 15 octobre 1986 à l'Astrodome, Houston, Texas.
| Mets de New York | 0 | 0 | 0 | 0 | 0 | 0 | 0 | 0 | 3 | 0 | 0 | 0 | 0 | 0 | 3 | 7 | 11 | 0 |
| Astros de Houston | 3 | 0 | 0 | 0 | 0 | 0 | 0 | 0 | 0 | 0 | 0 | 0 | 0 | 0 | 2 | 6 | 11 | 1 |
| Lanceurs partants : NYM : Bob Ojeda HOU : Bob Knepper Vic. : Jesse Orosco (3-0) Déf. : Aurelio Lopez (0-1) HRs: HOU : Billy Hatcher (1) |   |   |   |   |   |   |   |   |   |   |   |   |   |   |   |   |    |   |

## Joueur par excellence
Le lanceur des Astros de Houston, Mike Scott, est nommé joueur par excellence de la Série de championnat 1986, devenant le premier joueur de la Ligue nationale à remporter cet honneur avec l'équipe perdante. La chose ne s'était produite qu'une fois précédemment, dans la Ligue américaine, avec Fred Lynn des Angels de la Californie en 1982. 
En deux départs face aux Mets, Scott - qui remporta également le trophée Cy Young en 1986 - lance deux matchs complets, n'accordant qu'un point et huit coups sûrs en 18 manches, pour une moyenne de points mérités de 0,50.